# Kai-Bastian Evers
Kai-Bastian Evers (Lünen, 1990. május 5. –) német korosztályos labdarúgó, aki az SV Rödinghausen játékosa.

## Sikerei, díjai
- Németország U17
  - U17-es labdarúgó-világbajnokság bronzérmes: 2007